# Фруктовый кефир
Фруктовый кефи́р — кисломолочный напиток, получаемый из цельного или обезжиренного коровьего молока путём кисломолочного и спиртового брожения с применением кефирных «грибков» и добавлением в процессе брожения натуральных или искусственных ароматизаторов. Был популярен в 1990-е годы, но в 2010-х был практически вытеснен с рынка из-за конкуренции с огромным количеством фруктовых йогуртов.
Основной ингредиент фруктового кефира - это молоко, которое бродит при помощи специальных молочнокислых бактерий и дрожжей. В результате брожения образуется кисломолочный напиток с кремовой текстурой. Фрукты добавляются в процессе ферментации или после ее завершения.
На текущий момент (2018 год) производится всего несколькими молокозаводами в России, а также в Финляндии, Норвегии и Эстонии.